# 1825 en arts plastiques
| Années des arts plastiques : 1822 - 1823 - 1824 - 1825 - 1826 - 1827 - 1828    |
| Décennies des arts plastiques : 1790 - 1800 - 1810 - 1820 - 1830 - 1840 - 1850 |

Magdalena pénitente, de Francesco Hayez.

Cette page concerne l'année 1825 en arts plastiques.

## Œuvres
- L'Arène divisée, lithographie de Francisco de Goya

## Naissances
- 5 février : Ferdinand Fagerlin, peintre suédois († 19 mars 1907),
- 10 février : Émile Bin, peintre, aquafortiste et homme politique français († 4 septembre 1897),
- 19 mars : Joseph Stallaert, peintre belge († 25 novembre 1903),
- 25 mars : François Chifflart, peintre, dessinateur et graveur français († 19 mars 1901),
- 4 avril : Heinrich Hasselhorst, peintre et dessinateur allemand († 7 août 1904),
- 10 avril : Charles-François Marchal, peintre français († 31 mars 1877),
- 1er mai : George Inness, peintre américain († 3 août 1894),
- 9 mai : James Collinson, peintre britannique († 24 janvier 1881),
- 10 mai : Don Joseph Colonna Cesari, sculpteur, peintre et graveur français († 4 août 1887),
- 30 mai : Jean Valette, sculpteur et peintre français († 4 mai 1878),
- 3 juin : Louis Morel-Retz, peintre, caricaturiste et graveur français († 5 septembre 1899),
- 8 juin : Charles Chaplin, peintre et graveur français d’origine anglaise († 30 janvier 1891),
- 13 juillet : Anton Springer, historien et historien de l'art allemand († 31 mai 1891),
- 19 juin : Amand Gautier, peintre et lithographe français († 29 janvier 1894),
- 21 juin : Jan Umlauf, peintre austro-hongrois († 9 janvier 1916),
- 20 juillet : Albert Racinet, illustrateur et peintre français († 27 octobre 1893),
- 27 juillet : Jules Laurens, peintre et lithographe français († 5 mai 1901),
- 12 août :
  - Vito D'Ancona, peintre italien du mouvement des Macchiaioli († 9 janvier 1884),
  - François Reynaud, peintre et dessinateur français († 30 mars 1909),
- 15 août : Bartolomeo Giuliano, peintre italien († 12 avril 1909),
- 25 août : Adrien Tournachon, photographe, peintre et dessinateur français († 24 janvier 1903),
- 8 septembre : Louis Frédéric Schützenberger, peintre français († 17 avril 1903),
- 21 septembre : Mårten Eskil Winge, peintre suédois († 22 avril 1896),
- 17 octobre : Alexandre Protais,  peintre français († 25 janvier 1890),
- 19 octobre : Suzanne Estelle Apoil, peintre décoratrice française de la Manufacture nationale de Sèvres († 28 juin 1902),
- 2 novembre : 
  - Claudius Popelin, peintre, émailleur et poète français († 17 mai 1892),
  - Auguste Serrure, peintre belge de scènes de genre († 2 décembre 1902),
- 30 novembre : William Bouguereau, peintre français († 19 août 1905),
- 13 décembre : Gerolamo Induno, patriote et peintre italien († 18 décembre 1890).
- ? :
  - Giuseppe Bertini, peintre italien († 1898),
  - Charles Poingdestre, peintre paysagiste jersiais († 26 octobre 1905),
  - Bernardo Rico y Ortega, graveur espagnol († 9 décembre 1894),

## Décès
- 21 mars : Charles-Alexandre-Joseph Caullet, peintre français (° 14 juillet 1741),
- 24 mars : Jean-Frédéric Schall, peintre français (° 14 mars 1752),
- 8 avril : François Boher, peintre français (° 12 mars 1769),
- 16 avril : Heinrich Füssli, peintre et critique d'art britannique d'origine suisse (° 7 février 1741),
- 18 avril : Vladimir Borovikovski, peintre russe (° 4 août 1757),
- 25 avril : François Delpech, critique d'art, dessinateur et lithographe français (° 1778),
- 27 avril : Dominique Vivant Denon, graveur, écrivain, diplomate et administrateur français (° 4 janvier 1747),
- 18 juillet : Louis Marie Sicard, peintre miniaturiste français (° 2 août 1743),
- 28 octobre : Jean Baptiste Brice Tavernier, ingénieur, peintre et dessinateur français (° 27 juillet 1744),
- 8 décembre : Jacques Joseph Spaak, peintre et poète belge (° 26 juin 1742),
- 29 décembre : Jacques-Louis David, peintre français (° 30 août 1748),
- ? :
  - Jean-François Bony, peintre français (° 24 février 1754),
  - Jean-Baptiste Réville, graveur, peintre et dessinateur français (° 1767),
  - William Pengree Sherlock, graveur, dessinateur et peintre britannique (° 1775),
  - 11 janvier ou en novembre : Jacopo Tumicelli, peintre italien (° 1764 ou 1784).